# Sabine Azéma
Sabine Azéma, född 20 september 1949 i Paris, Frankrike, är en Césarbelönad skådespelerska och regissör.

## Karriär
Azéma är född i Paris och tog examen på Paris Conservatory of Dramatic Arts. Hennes filmkarriär började 1975, då hon dök upp i En söndag på landet (1984), för vilken hon vann Césarpriset för bästa kvinnliga huvudroll, och många filmer av Alain Resnais, däribland Life Is a Bed of Roses (1983), L'Amour à mort (1984), Mélo, (där hon vann ett andra Césarpris för bästa kvinnliga huvudroll), Smoking/No Smoking (1993), On connaît la chanson (1997), Pas sur la bouche (2003), och Cœurs (2006). Hon har nominerats till Césarpriset ytterligare fem gånger.

## Filmografi

### Skådespelare
| År   | Titel                                                              | Roll                                | Regissör                     |
| ---- | ------------------------------------------------------------------ | ----------------------------------- | ---------------------------- |
| 1976 | Intet nytt under kjolen ("On aura tout vu")                        | Claude Ferroni                      | Georges Lautner              |
| 1976 | Le Chasseur de chez Maxim's                                        | Geneviève                           | Claude Vital                 |
| 1977 | Spetsknypplerskan ("La Dentellière")                               | Corinne                             | Claude Goretta               |
| 1981 | On n'est pas des anges... elles non plus                           | Marie-Louise                        | Michel Lang                  |
| 1983 | La vie est un roman ("Life Is a Bed of Roses")                     | Elisabeth                           | Alain Resnais                |
| 1984 | En söndag på landet ("Un dimanche à la campagne")                  | Irène                               | Bertrand Tavernier           |
| 1984 | L'Amour à mort ("Love Unto Death")                                 | Elisabeth                           | Alain Resnais                |
| 1985 | Zone rouge ("Zone Red")                                            | Claire                              | Robert Enrico                |
| 1986 | Mélo                                                               | Romaine                             | Alain Resnais                |
| 1986 | La Puritaine ("The Prude")                                         | Ariane                              | Jacques Doillon              |
| 1989 | Minnen av ett krig ("La Vie et rien d'autre")                      | Irène                               | Bertrand Tavernier           |
| 1989 | Vanille fraise ("Vanilla-Strawberry")                              | Clarisse                            | Gérard Oury                  |
| 1989 | Cinq jours en juin ("Five Days In June")                           | Yvette                              | Michel Legrand               |
| 1993 | Smoking/No Smoking                                                 | Celia/Sylvie/Irene/Rowena/Josephine | Alain Resnais                |
| 1995 | Les Cent et Une Nuits de Simon Cinéma ("A Hundred and One Nights") | Sabine/Irène                        | Agnès Varda                  |
| 1995 | Min andra familj ("Le bonheur est dans le pré")                    | Nicole                              | Étienne Chatiliez            |
| 1995 | Mon homme ("My Man")                                               | Bérangère                           | Bertrand Blier               |
| 1995 | Noir comme le souvenir ("Black for Remembrance")                   | Lucy                                | Jean-Pierre Mocky            |
| 1997 | On connaît la chanson ("Same Old Song")                            | Odile                               | Alain Resnais                |
| 1999 | Le schpountz                                                       | Françoise                           | Gérard Oury                  |
| 1999 | La Bûche ("Season's Beatings")                                     | Louba                               | Danièle Thompson             |
| 2000 | La Chambre des officiers ("The Officers' Ward")                    | Anaïs                               | François Dupeyron            |
| 2001 | Tanguy                                                             | Edith Guetz                         | Étienne Chatiliez            |
| 2003 | Pas sur la bouche ("Not on the Lips")                              | Gilberte Valandray                  | Alain Resnais                |
| 2003 | Le Mystère de la chambre jaune ("The Mystery Of The Yellow Room")  | Mathilde Stangerson                 | Bruno Podalydès              |
| 2005 | Le Parfum de la dame en noir                                       | Mathilde Stangerson                 | Bruno Podalydès              |
| 2005 | Peindre ou faire l'Amour ("To Paint or Make Love")                 | Madeleine                           | Arnaud Larrieu               |
| 2005 | Olé !                                                              | Alexandra Veber                     | Florence Quentin             |
| 2006 | Cœurs ("Private Fears in Public Places")                           | Charlotte                           | Alain Resnais                |
| 2007 | Faut que ça danse! ("Let's Dance")                                 | Violette                            | Noémie Lvovsky               |
| 2008 | Le Voyage aux Pyrénées ("Journey to the Pyrenees")                 | Aurore Lalu                         | Arnaud Larrieu               |
| 2009 | Les Herbes folles ("Wild Grass")                                   | Marguerite Muir                     | Alain Resnais                |
| 2009 | Les Derniers Jours du monde ("Happy End")                          | the Marquise of Arcangues           | Arnaud et Jean-Marie Larrieu |
| 2010 | Donnant Donnant                                                    | Jeanne                              | Isabelle Mergault            |
| 2011 | La Fille du puisatier ("The Well-Digger's Daughter")               | Madame Mazel                        | Daniel Auteuil               |
| 2012 | Vous n'avez encore rien vu ("You Ain't Seen Nothin' Yet!")         | Eurydice I                          | Alain Resnais                |

### Regissör
| År   | Titel                     | Rollbesättning                | Notering       |
| ---- | ------------------------- | ----------------------------- | -------------- |
| 1992 | Bonjour Monsieur Doisneau | Robert Doisneau som sig själv | Dokumentärfilm |
| 1997 | Quand le chat sourit      | Pierre Arditi, Jane Birkin    | TV-film        |